# Yuhuan Hu
Yuhuan Hu (kinesiska: 玉环湖) är en sjö i Kina. Den ligger i den autonoma regionen Tibet, i den sydvästra delen av landet, omkring 890 kilometer nordväst om regionhuvudstaden Lhasa. Yuhuan Hu ligger 4 924 meter över havet. Trakten runt Yuhuan Hu är ofruktbar med lite eller ingen växtlighet.
Genomsnittlig årsnederbörd är 131 millimeter. Den regnigaste månaden är augusti, med i genomsnitt 32 mm nederbörd, och den torraste är november, med 1 mm nederbörd.